# Florence (Colorado)
Pour les articles homonymes, voir Florence.
Ne doit pas confondu avec la ville de Florence (Arizona) qui possède aussi un certain nombre d'établissements pénitentiaires sur le territoire de son comté.
Florence est une ville américaine située dans le comté de Fremont, dans l’État du Colorado, à l’ouest de Pueblo.
Selon le recensement de 2010, Florence compte 3 881 habitants, vers 1500 ménages et 973 familles résidant dans la ville. La municipalité s'étend sur 4,17 milles carrés (10,8 km2).
Florence porte le prénom de la fille de James McCandless, l'un des premiers raffineurs de pétrole de la ville.

## Complexe carcéral
Florence est le siège du Complexe correctionnel fédéral de Florence (en) comportant trois établissements pénitentiaires distincts dont la seule prison fédérale de degré Supermax, le niveau de sécurité le plus élevé : ADX Florence, construite en 1994.

## Démographie
| 1900  | 1910  | 1920  | 1930  | 1940  | 1950  |
| ----- | ----- | ----- | ----- | ----- | ----- |
| 3 728 | 2 712 | 2 629 | 2 475 | 2 632 | 2 773 |

| 1960  | 1970  | 1980  | 1990  | 2000  | 2010  |
| ----- | ----- | ----- | ----- | ----- | ----- |
| 2 821 | 2 846 | 2 987 | 2 990 | 3 653 | 3 881 |